# ヴァシレ・タルレフ
ヴァシレ・ペトル・タルレフ（ブルガリア語: Василе Петру Тарлев、Vasile Petru Tarlev、または、ヴァーシリー・パーヴロヴィチ・タルレフ、ロシア語: Василий Павлович Тарлев、ルーマニア語: Vasilii Pavlovich Tarlev、1963年10月6日 - ）は、モルドバの政治家。

## 経歴
2001年から2008年までモルドバの首相を務めた。民族的にはブルガリアから移住してきたベッサラビア・ブルガリア人 Bessarabian Bulgariansである。
技術者としての教育を受けた後、モルドバ政府の様々な経済諮問会議に参加し、2001年4月19日首相に就任した。
2008年3月19日「新しい人々に道を譲りたい」と辞意を表明して、人々を少なからず驚かせた。モルドバ議会は翌3月20日に辞任を承認し、ウラジーミル・ヴォローニン大統領は後任にジナイダ・グレチャヌイを指名した。グレチャヌイは、2008年3月31日議会によって首相に承認された。

## 参考
1. ↑  "Moldova’s Voronin submits PM candidacy to parliament", ITAR-TASS, March 21, 2008.
2. ↑  "Moldova's Parliament approves new government", Associated Press (International Herald Tribune), March 31, 2008.